# Веј (река)
Веј (енгл. River Wey) је река у Уједињеном Краљевству, у Енглеској. Дуга је 140 km. Улива се у Темзу. 